# IBM Personal System/2

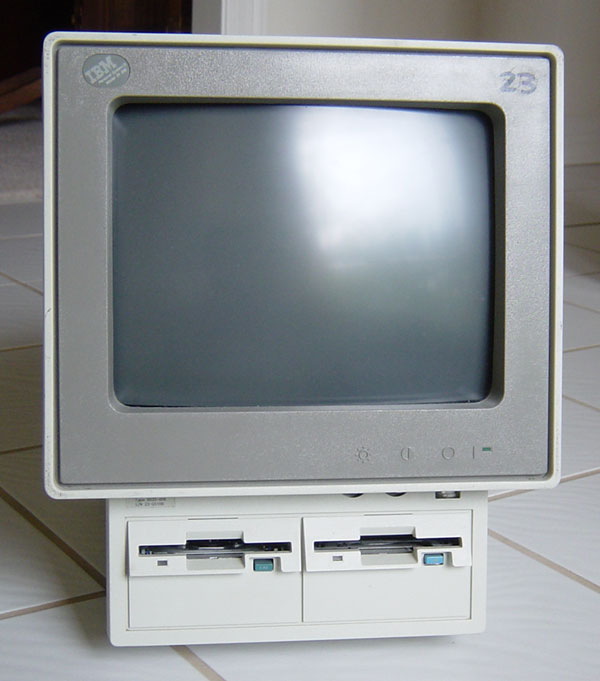
IBM PS/2 model 25.

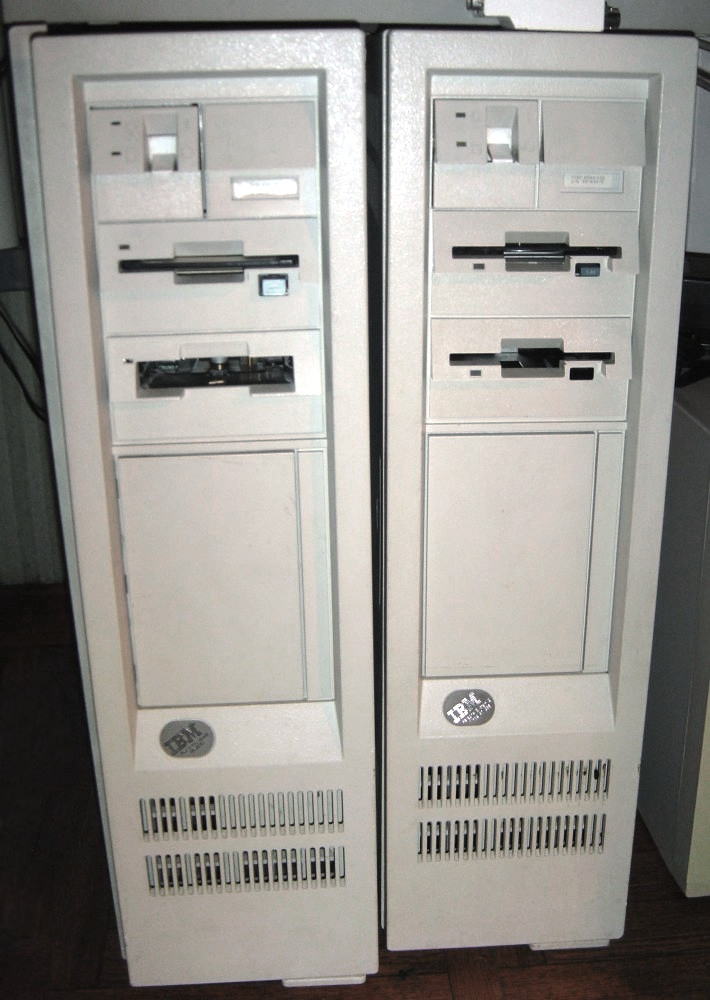
PS/2 model 60 y model 80.

El Personal System/2 o PS/2 es la segunda generación de ordenadores personales (PC) de IBM. Lanzada en 1987, fue creada por IBM en un intento de recapturar el control del mercado del PC introduciendo una arquitectura propietaria avanzada. Aunque la gran presencia en el mercado del Gigante Azul parecía asegurarle unas ventas muy numerosas, fracasó en su intento de devolver el control del mercado del PC a IBM. Debido a los altos costes de una arquitectura cerrada, los clientes preferían los PCs de la competencia que extendían la existente arquitectura del PC en lugar de abandonarla por algo nuevo. No obstante, muchas de las innovaciones del PS/2 como la unidad de disquete de 3,5 pulgadas HD (Alta Densidad, 1440 KiB), los SIMM (Single In-line Memory Module) de 72 pines, la nueva interfaz de teclado y ratón (puertos PS/2), y la tarjeta gráfica VGA, devinieron en estándar de los PCs.
El sistema operativo IBM OS/2 se introdujo con la línea PS/2 como su sistema operativo nativo.

## Tecnología
IBM diseñó los PS/2 para ser compatibles en software con la línea de ordenadores PC/AT/XT que originaron el gigantesco mercado del compatible IBM PC, pero muy diferentes en el hardware. Los PS/2 tienen dos BIOS. La primera, llamada ABIOS (Advanced BIOS) proporciona una nueva interfaz de modo protegido que es usado por OS/2. La segunda, llamada CBIOS (Compatible BIOS) se incluye solo para que permanezcan compatible con los PC/AT/XT. 

### Micro Channel Architecture
Los IBM Personal System/2 introdujeron la Micro Channel Architecture (Arquitectura de Microcanal o MCA para abreviar) que es técnicamente superior al Bus ISA y diseñado para mantener una velocidad mayor de comunicación con el resto del sistema.
El bus MCA presenta varios avances que no se verán en otros estándares de interfaz hasta varios años después. La velocidad de transferencia está a la par del muy posterior bus PCI. MCA permite manejo de transacciones uno a uno, tarjeta a tarjeta y multitarjeta a procesador simultáneamente, lo que es una prestación del bus PCI-X. Capacidad de Busmastering, arbitrio del bus y verdadero manejo plug-and-play del hardware por parte de la BIOS son beneficios del bus MCA. Además su arquitectura es de 32 bits, mientras que la de ISA es de 16 bits.
Pese a todas esas ventajas técnicas, la Arquitectura Micro Channel nunca ganó amplia aceptación fuera de los PS/2 debido a las políticas anti-clon de IBM y a la incompatibilidad con ISA. IBM ofrecía una licencia Micro Channel a todo el que pudiera pagar el royalty, pero no solo pedía un royalty por máquina fabricada con esa arquitectura, sino también un pago por cada compatible PC que el fabricante hubiera vendido tanto en el pasado como en el futuro.

### Interfaz de teclado/ratón

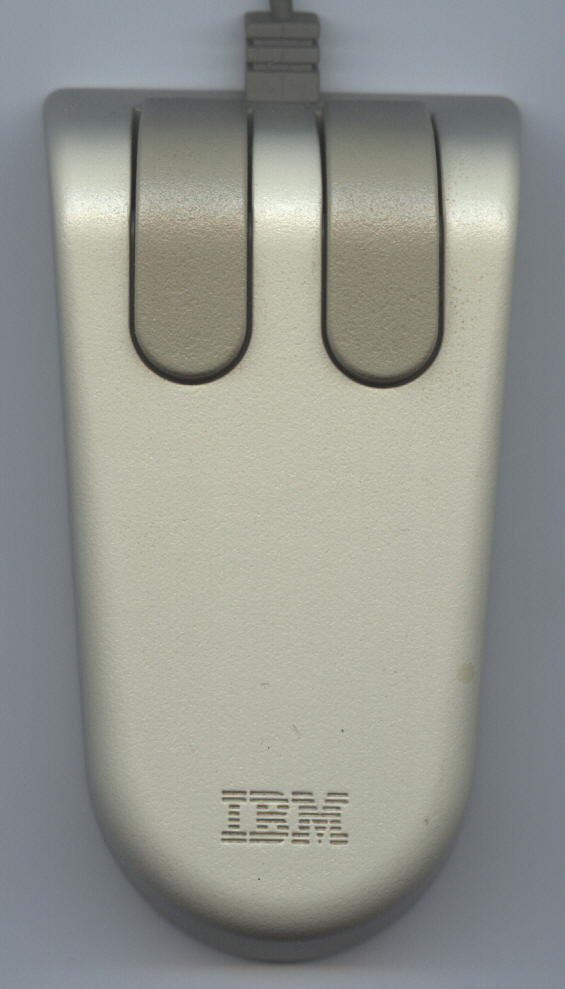
Ratón PS/2.

Para más detalles, ver PS/2 (puerto)
Los PS/2 introdujeron una nueva especificación para la interfaz de teclado y mouse, que está todavía en uso (aunque ha sido sustituida casi completamente por USB) y que se llamó también "PS/2". La interfaz de teclado PS/2 es electrónicamente idéntica a la ampliamente usada PC/AT, pero en lugar del conector DIN de 5 pines se usa un conector mini-DIN de 6 pines. La interfaz del ratón es físicamente idéntica, pero muy diferente de la RS-232 usada hasta entonces, aunque pueden usarse adaptadores. El coloreado de los conectores no está presente en la gama PS/2, sino que se definió con la norma PC 97 de Microsoft.
El ratón en sí no alcanzó mucho éxito, pese a que ergonómicamente era mejor que los bloques cuadrados imperantes, debido precisamente a la introducción por Microsoft de su gama de ratones redondeados, rápidamente imitada por todos. Por el contrario el teclado es uno de los más apreciados, gozando la serie M del apelativo de indestructible, por su gran resistencia al desgaste unida a una gran comodidad.

### Gráficos
Otra de las prestaciones introducidas por los PS/2 fue el cambio de la tarjeta gráfica EGA al nuevo estándar VGA. VGA incrementa la memoria gráfica (VRAM) a 256 KiB y proporciona resoluciones de 640x480 con 16 colores, y 320x200 con 256 colores, de una paleta de 262 144 colores (EGA solo tenía una paleta de 64 colores). 
Los estándares 8514 y XGA fueron otros de los adelantos introducidos por la familia PS/2. Aunque el diseño de ambos adaptadores no se convirtió en estándar de la industria como VGA, su resolución estándar (1024 x 768 píxeles) y el nombre "XGA" han tenido influencia en cada nuevo estándar gráfico. Los PS/2 Model 25 y Model 30, sin embargo, no incluían VGA, al ser modelos baratos, sino MCGA (Multicolor Graphics Adapter), que venía a ser un compromiso entre CGA y VGA, pero que pecaba de su falta de compatibilidad con EGA.

#### Conector de vídeo VGA
Todas las nuevas tarjetas gráficas de los PS/2 (fueran VGA, 8514, MCGA o XGA) usan un nuevo conector Mini-D de 15 pines para la salida de vídeo. Este usa señales RGB analógicas en lugar de los 16 o 64 líneas de color fijas presentes en los monitores CGA y EGA existentes, lo que permite incrementos arbitrarios en la profundidad del color (o niveles de gris), comparado con sus predecesores.
Esto también permitía conectar pantallas analógicas en escala de grises; a diferencia de modelos anteriores como MDA y Hercules, esto era transparente para el software permitiendo a todos los programas soportar los nuevos estándares sin tener que modificar los ejecutables en función de la pantalla conectada. Además, los monitores de escala de grises eran relativamente baratos en los primeros años, por lo que fueron ampliamente comprados con los modelos de gama baja o para los servidores (que no necesitaban monitores a color).
El conector VGA se convierte en un estándar universal para conectar monitores y proyectores en el curso de los 90, reemplazando a una amplia variedad de conectores en equipos no-PC, desde ordenadores (Mac, Amiga, Sun..) a reproductores DVD. Incluso algunos televisores lo han incorporado. Recientemente otros nuevos estándares (principalmente DVI y HDMI para las pantallas planas digitales) se han vuelto comunes, pero no tanto como el conector VGA.

### Almacenamiento externo
Aunque los disquetes de 3.5" se hicieron comunes en la industria en 1987, los PS/2 fueron los primeros equipos de IBM en usarlos como estándar, relegando el formato de 5.25" a un accesorio externo caro y opcional. Mientras que el formato de disco en sí es estándar, IBM escoge una forma no estándar para sus unidades lectoras, lo que deviene en altos costes de reparación pues una unidad estándar no puede conectarse a un PS/2 (la pieza de IBM es funcionalmente idéntica pero cuatro veces más cara). En la línea inicial usa unidades de 720 KiB Doble Densidad (DD) en los modelos con procesador 8086 y de 1440 KiB Alta Densidad (HD) en los equipos con procesador 80286 y posteriores. Hacia el final comienza a utilizar unidades de 2880 KiB (Muy Alta Densidad), que pocos equipos usarán, ante la aparición de los floptical y la Unidad Zip.
Las lectoras PS/2 son famosas por no tener un detector de capacidad. Los disquetes de 1440 KiB tienen un agujero a la izquierda que los identifica de los de 720 KiB, lo que previene el que se formatee un disco DD como HD (algo que solo resultaba en los modelos iniciales de alta calidad, pues lo normal era conseguir una pérdida de datos, si no inmediata sí a corto/medio plazo, dependiendo de la calidad del consumible). Los fabricantes de clónicos implementaron la detección, pero IBM no.

### Memoria
Con el PS/2 se introducen los módulos SIMM de 72 pines para la memoria RAM, que fueron el estándar de facto para los módulos RAM desde mediados de los 1990 para los equipos de sobremesa 486 y los primeros Pentium. Tenían un ancho de 32 o 36 bits, y reemplazaron a los viejos SIMMs de 30 pines (8/9 bits), mucho menos convenientes pues debían ser usadas en grupos de cuatro para cubrir el ancho del bus en un sistema de 32-bits. Además proporcionaban mayores capacidades.

## Modelos
En el lanzamiento de la gama la familia PS/2 comprende los Model 30, 50, 60 y 80, mientras que el Model 25 le sigue a los pocos meses. Los modelos 25 y 30 son esencialmente PC/XT con arquitectura de bus ISA en una nueva caja. Usan interfaces de disco duro compatibles con la ST506 (es un accesorio opcional), sus disquetes son DD y su tarjeta gráfica una MCGA. El Model 25 lleva una pantalla integrada de escala de grises para competir en el mercado educativo con el Apple Macintosh o una pantalla en color, ambas similares a las ofrecidas por separado en los demás modelos. Con el Model 30 se ofrece un monitor paperwhite opcional en lugar del VGA.
El resto de equipos PS/2 con arquitectura ISA fueron el Model 30-286 (un Model 30 con una CPU Intel 80286), Model 35 (IBM 8535) y Model 40 (IBM 8540) con un procesador Intel 386SX o IBM 386SLC.
El resto de equipos usaban MCA como arquitectura y unidades de disco duro ESDI o SCSI (esta última, principalmente en servidores)
El IBM PS/2E (IBM 9533) fue el primer ordenador en cumplir con la norma Energy Star. Venía con un procesador IBM 486SLC a 50 MHz, un slot ISA, cuatro slots PCMCIA, y un disco duro IDE.
IBM también produce varios portables y laptops PS/2s, incluyendo el Model L40 (386SX con bus ISA), N51 (386SX/SLC), P70 (386DX) y P75 (486DX2).
La lista de modelos de la gama es:
- PS/2 Model 25
  - Model 25: 8086/8 - ISA
  - Model 25-286 : 80286/10 - ISA
  - Model 25LS : 80286/10 - ISA

- PS/2 Model 30
  - Model 30-8 : 8086/8 - ISA
  - Model 30-286 : 80286/10 - ISA

- PS/2 Model 35
  - Model 35-SX : 80386SX/20 - ISA
  - Model 35-SLC : 80386SLC/20 - ISA
  - Model 35-LS : 80386SX/20 - ISA

- PS/2 Model 40
  - Model 40-SX : 80386SX/20 - ISA
  - Model 40-SLC : 80386SLC/20 - ISA

- PS/2 Model 50
  - Model 50 : 80286/10 - MCA
  - Model 50-Z : 80286/10 - MCA

- PS/2 Model 53
  - Model 53-SLC2 : 80486SLC2/25 - MCA
  - Model 53-LS : 80486SLC2/25 - MCA

- PS/2 Model 55
  - Model 55-SX : 80386SX/16 - MCA
  - Model 55-LS : 80386SX/16 - MCA

- PS/2 Model 56
  - Model 56-SX : 80386SX/20 - MCA
  - Model 56-SLC : 80386SLC/20 - MCA
  - Model 56-SLC2 : 80486-SLC2/25 - MCA

- PS/2 Model 57
  - Model 57-SX : 80386SX/20 - MCA
  - Model 57-SLC : 80386SLC/20 - MCA
  - Model 57-SLC2 : 80486SLC2/25 - MCA
  - Model 57-Ult : 80486SLC2/25 - MCA

- PS/2 Model 60
  - Model 60 : 80286/10 - MCA

- PS/2 Model 65
  - Model 65-SX : 80386SX/16 - MCA

- PS/2 Model 70
  - Model 70 : 80386/16 - MCA
  - Model 70-A : 80386/25 - MCA
  - Model 70-E : 80386/16 - MCA
  - Model 70-386 : 80386DX/20 - MCA
  - Model 70-486 : 80486/DX2/33 - MCA
  - Model 70-B : 80486/25 - MCA

- PS/2 Model P70-75 (portables)
  - Model P70-386 : 80386DX/20 - MCA
  - Model P75-486 : 80486DX/33 - MCA

- PS/2 Model 77
  - Model 77 : 80486DX2/66 - MCA

- PS/2 Model 80
  - Model 80-386 : 80386DX/16 - MCA
  - Model 80-Axx : 80386DX/20 - MCA

- PS/2 Model 85
  - Model 85 : 80486DX/33 - MCA

- PS/2 Model 90

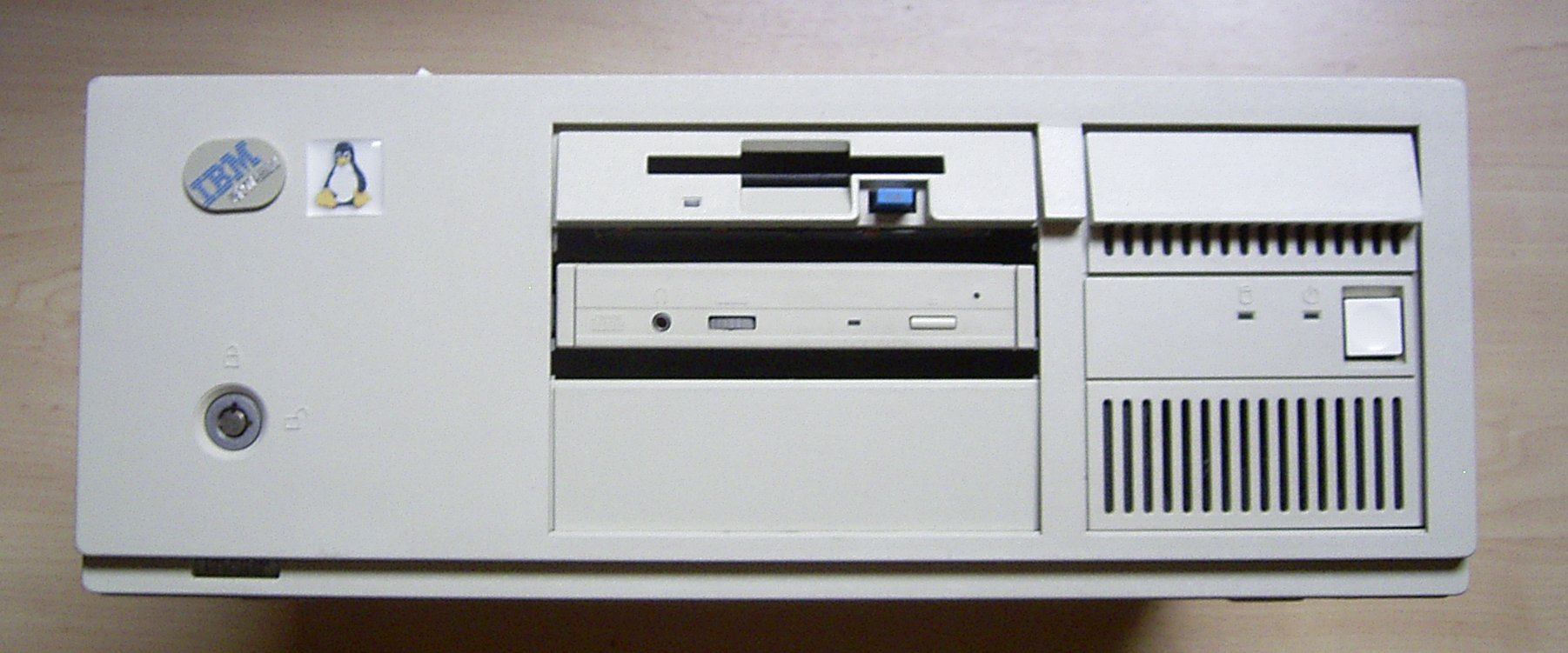
Un IBM PS/2 Model 77.

  - Model 90 XP : 80486DX/33 - MCA o 80486DX2/50 - MCA

- PS/2 Model 95
  - Model 95 Server : 80486DX2/66 - MCA o 80586-60/66 - MCA

llllll